# هرمس دسیو
هرمس دسیو (انگلیسی: Hermes Desio؛ زادهٔ ۲۰ ژانویهٔ ۱۹۷۰) بازیکن سابق فوتبال اهل آرژانتین است که برای ایندپندینته، سلتاویگو، سالامانکا و دپورتیوو آلاوس در پست هافبک دفاعی بازی کرد.